# لیکپورت (تگزاس)
لیکپورت، تگزاس (به انگلیسی: Lakeport, Texas) یک شهر در ایالات متحده آمریکا با جمعیت ۸۶۱ نفر است که در تگزاس واقع شده‌است.

## موقعیت جغرافیایی
موقعیت جغرافیایی شهرها و مناطق اطراف به شرح زیر است: